# 吉岡大輔 (音楽家)
吉岡 大輔（よしおか だいすけ、1975年5月6日 - ）は日本の音楽家、ドラマー、作曲家、編曲家。

## 来歴
広島県広島市出身14歳でドラムを初め、18歳で上京。専修大学在学中より、日本のジャズの巨匠である本田竹広、鈴木勲、辛島文雄等と共演を重ね、ライブハウスや録音スタジオで音楽活動の展開を始める。
2003年、チョン・ミョンフン指揮、東京フィルハーモニー交響楽団の公演に参加。
2005年より吉岡大輔&the Expressを中心にRS5pb（類家心平5Piece Band）等で活動。
2008年、法政大学経営学部非常勤講師を務める。
他に、由紀さおりのコンサート・サポートとして、全国ツアー（2012～2014年）、テレビ番組（TBS『うたばん』、『音楽の日』等）で活動するなど、共演者は多岐にわたり、ジャズを中心にポップ・ミュージック、リズム・アンド・ブルース、ラテン音楽などジャンルの枠を超えた活動を展開中。
2016年11月、吉岡大輔&the Expressとして、1st アルバム『the Express』をリリース。繊細でダイナミックな表現とジャンルを問わない音楽性は多くのファンを魅了。著書に教則DVD『ジャズドラム自由自在』（アトス・インターナショナル）などがある。

## 参加作品
- 2009年
  - Prelude to a Kiss～キスへのプレリュード／Maria Eva／（株）アメイジング
  - DISTORTED GRACE／類家心平4 PIECE BAND／Rumbling record
- 2010年
  - Fly High／杉山未紗／BounDEE
  - Silent Jazz Case／島裕介／Rambling Records
  - 491 Street／高嶋宏 & The Soul Meeting／What's New Record
  - Chemistricious／浅田尚美／Marvelous Records
  - Vimana：The Spaceship／XS／Happiness Records
- 2011年
  - KAREN ROCKS／青木カレン／Rumbling Records
  - JAZZY GAGA／Various Artists／ユニバーサルミュージック
  - Sector b／類家心平 4 PIECE BAND／Air Plane Label
  - Will Love／杉山未紗／ポニーキャニオン
  - わが美しき故郷よ／畠山美由紀／Rambling Records
  - Another World／森近徹クインテット／Istanbul Air Records
- 2016年
  - the Express／吉岡大輔 & the Express／等々力ジャズレコーズ

## 主な共演者
本田竹広、鈴木勲、辛島文雄、椎名豊、由紀さおり、JUJU、竹内直、類家心平、石川早苗